# Паралимпийские виды спорта
Паралимпийские виды спорта — все виды спорта, по которым проводятся соревнования на летних и зимних Паралимпийских играх. На 2016 год в программу летних Паралимпийских игр были включены 22 вида спорта и 526 комплектов медалей, а в программу зимних Паралимпийских игр входят пять видов спорта и спортивных дисциплин и около 72 комплектов медалей. Количество и виды разыгрываемых комплектов наград могут меняться от одних Паралимпийских игр к другим.
Паралимпийские игры являются крупным международным мульти-спортивным событием для спортсменов-инвалидов. К ним относятся спортсмены с ограниченными возможностями передвижения, ампутациями, слепотой и ДЦП. Паралимпийские виды спорта — это организованные спортивные мероприятия в рамках мирового паралимпийского движения. Эти события организуются и проводятся под руководством Международного паралимпийского комитета и международных спортивных федераций.

## История
Организованный спорт для лиц с физическими недостатками разработан из программ реабилитации. После Второй мировой войны, в ответ на потребности большого числа раненых бывших военнослужащих и гражданских лиц, спорт был введён в качестве ключевой части реабилитации. Спорт для реабилитации перерос в рекреационный спорт, а затем в спорт высших достижений. Пионером этого подхода был Людвиг Гуттманн из Сток-Мандевилльского реабилитационного госпиталя в Англии. В 1948 году, в то время как Олимпийские игры проводились в Лондоне (Англия), он организовал спортивные соревнования для спортсменов на инвалидных колясках в Сток-Мандевилле. Это было началом Сток-Мандевилльских игр, которые превратились в современные Паралимпийские игры.

## Организация
Во всём мире Международный паралимпийский комитет признан ведущей организацией, которая осуществляет непосредственное управление в девяти видах спорта и несёт ответственность за Паралимпийские игры и другие мульти-спортивные события для различных видов инвалидности. Другие международные организации, в частности, Международная спортивная федерация колясочников и ампутантов (IWAS), Международная федерация спорта слепых (IBSA), Международная спортивная федерация для лиц с нарушениями интеллекта (INAS) и Международная ассоциация спорта и рекреации лиц с церебральным параличом (CP-ISRA), регулируют некоторые виды спорта, которые являются специфическими для определенной группы инвалидности. Кроме того, некоторые федерации одного вида спорта регулируют этот спорт для спортсменов с инвалидностью, или как часть федерации для здоровых спортсменов, такие как Международная федерация конного спорта (FEI), или как федерация спорта для инвалидов, такие как Международная федерация баскетбола на колясках.
На национальном уровне существует широкий спектр организаций, которые берут на себя ответственность за паралимпийский спорт, включая национальные паралимпийские комитеты, которые являются членами МПК, и многие другие.

## Категории инвалидности
Спортсмены, участвующие в паралимпийских видах спорта, сгруппированы в десять основных категорий в зависимости от их типа инвалидности:
Физические недостатки — это восемь различных видов физических недостатков для целей паралимпийского движения:
- Нарушенние мышечной силы — с нарушениями в этой категории, сила, вырабатываемая мышцами, такими как мышцы одной конечности, одной стороны тела или нижней половины тела, снижена, например, из-за травмы спинного мозга, расщепления позвоночника или полиомиелита.
- Нарушение диапазона пассивных движений — диапазон движения в одном или нескольких суставах систематически уменьшен. Острые состояния, такие как артрит, сюда не входят.
- Потеря конечности или её части — полное или частичное отсутствие костей или суставов вследствие травмы (например, в связи с частичной или полной ампутацией), заболевания или врождённого дефицита конечности (например, дисмелия).
- Разница в длине нижних конечностей — значительное укорочение кости одной ноги из-за врождённого недоразвития или травмы.
- Низкий рост — высота роста в положении стоя уменьшена за счёт укороченных ног, рук и туловища, которые являются следствием дефицита костной или хрящевой структуры опорно-двигательного аппарата.
- Гипертонус мышц — отмечается аномальным увеличением мышечного напряжения и уменьшением способности мышц растягиваться. Гипертонус мышц может возникнуть в результате травмы, болезни или синдромов, связанных с повреждением центральной нервной системы (например, ДЦП).
- Атаксия — это нарушение, которое заключается в отсутствии координации мышечных движений (например, ДЦП, атаксия Фридрейха).
- Атетоз — в целом характеризуется несбалансированными, непроизвольными движениями и трудностями в поддержании симметричного положения тела (например, ДЦП, хореоатетоз).

Нарушение зрения — спортсмены с нарушением зрения, начиная с частичного зрения, достаточного, чтобы быть признанным юридически слепым, до полной слепоты. Это включает в себя нарушение одного или нескольких компонентов зрительной системы (структуры глаза, рецепторов, зрительных путей и зрительной коры). Зрячие гиды для спортсменов с нарушением зрения являются такой важной и неотъемлемой частью соревнования, что спортсмен с нарушением зрения и его гид рассматриваются как команда. Начиная с 2012 года, эти гиды (вместе со зрячими вратарями в мини-футболе (по 5 человек) стали получать собственные медали.
Нарушение интеллекта — спортсмены с существенным нарушением интеллектуального функционирования и связанными с ним ограничениями в адаптивной поведении. МПК прежде всего заботится о спортсменах с физическими недостатками, но группа инвалидности «Нарушение интеллекта» была добавлена в некоторые дисциплины Паралимпийских игр. Она включает в себя только элитных спортсменов с интеллектуальными нарушениями, диагностированными в возрасте до 18 лет. А вот признанная МОК Специальная Олимпиада открыта для всех людей с ограниченными интеллектуальными возможностями.
Категория инвалидности определяет, какие спортсмены соревнуются и в каких видах спорта они участвуют. Некоторые виды спорта открыты для нескольких категорий инвалидности (например, велоспорт), а другие ограничиваются только одной (например, мини-футбол для команд из 5 участников). В некоторых видах спорта спортсмены соревнуются из нескольких категорий, но только в своей категории (например, лёгкая атлетика), а в других — спортсмены из разных категорий соревнуются друг с другом (например, плавание). Спортивные события (розыгрыш комплекта наград) на Паралимпийских играх обычно маркируются соответствующей группой, например «мужское плавание вольным стилем S1» (то есть спортсмены с тяжёлыми физическими недостатками) или «женский настольный теннис 11» (то есть спортсменки с интеллектуальными нарушениями).

## Классификация
Основным компонентом паралимпийского спорта является классификация. Классификация обеспечивает структуру для соревнований, которая позволяет спортсменам состязаться с другими с подобными проблемами или аналогичным уровнем физической функции. Это похоже по цели на весовые и возрастные категории, используемые в некоторых видах спорта для здоровых спортсменов.
Спортсмены классифицируются по различным процессам, которые зависят от их группы инвалидности и вида спорта, в котором они участвуют. Оценка может включать физическое или медицинское обследование, техническую оценку того, как спортсмен выполняет определенные физические функции, связанные с его видом спорта, а также наблюдение во время и вне соревнований. Каждый вид спорта имеет свою собственную систему классификации, которая является частью правил этого вида спорта.

## Летние паралимпийские виды спорта

### Текущие летние виды спорта
| Вид спорта                | Вид спорта                | Допустимые нарушения | Допустимые нарушения | Допустимые нарушения | Спортивная организация | Статус на Паралимпийских играх |
| Вид спорта                | Вид спорта                | Физические           | Зрительные           | Умственные           | Спортивная организация | Статус на Паралимпийских играх |
| ------------------------- | ------------------------- | -------------------- | -------------------- | -------------------- | ---------------------- | ------------------------------ |
| Стрельба из лука          | Стрельба из лука          | Да                   |                      |                      | WA                     | Летний вид спорта (с 1960)     |
| Лёгкая атлетика           | Лёгкая атлетика           | Да                   | Да                   | Да                   | IPC                    | Летний вид спорта (с 1960)     |
| Бочче                     | Бочче                     | Да                   |                      |                      | BISFed                 | Летний вид спорта (с 1984)     |
| Велоспорт:                | Трековый велоспорт        | Да                   | Да                   |                      | UCI                    | Летний вид спорта (с 1988)     |
| Велоспорт:                | Шоссейный велоспорт       | Да                   | Да                   |                      | UCI                    | Летний вид спорта (с 1984)     |
| Конный спорт              | Конный спорт              | Да                   | Да                   |                      | FEI                    | Летний вид спорта (с 1996)     |
| Футбол 5×5                | Футбол 5×5                |                      | Да                   |                      | IBSA                   | Летний вид спорта (с 2004)     |
| Голбол                    | Голбол                    |                      | Да                   |                      | IBSA                   | Летний вид спорта (с 1980)     |
| Паралимпийское дзюдо      | Паралимпийское дзюдо      |                      | Да                   |                      | IBSA                   | Летний вид спорта (с 1988)     |
| Парабадминтон             | Парабадминтон             | Да                   | Да                   | Да                   | BWF                    | Летний вид спорта (с 2020)     |
| Параканоэ                 | Параканоэ                 | Да                   |                      |                      | ICF                    | Летний вид спорта (с 2016)     |
| Паратриатлон              | Паратриатлон              | Да                   | Да                   |                      | ITU                    | Летний вид спорта (с 2016)     |
| Пауэрлифтинг              | Пауэрлифтинг              | Да                   |                      |                      | IPC                    | Летний вид спорта (с 1964)     |
| Гребля                    | Гребля                    | Да                   | Да                   |                      | FISA                   | Летний вид спорта (с 2008)     |
| Стрельба                  | Стрельба                  | Да                   |                      |                      | IPC                    | Летний вид спорта (с 1976)     |
| Плавание                  | Плавание                  | Да                   | Да                   | Да                   | IPC                    | Летний вид спорта (с 1960)     |
| Настольный теннис         | Настольный теннис         | Да                   |                      | Да                   | ITTF                   | Летний вид спорта (с 1960)     |
| Волейбол сидя             | Волейбол сидя             | Да                   |                      |                      | World ParaVolley       | Летний вид спорта (с 1976)     |
| Баскетбол на колясках     | Баскетбол на колясках     | Да                   |                      |                      | IWBF                   | Летний вид спорта (с 1960)     |
| Паралимпийское фехтование | Паралимпийское фехтование | Да                   |                      |                      | IWAS                   | Летний вид спорта (с 1960)     |
| Регби на колясках         | Регби на колясках         | Да                   |                      |                      | IWRF                   | Летний вид спорта (с 2000)     |
| Теннис на колясках        | Теннис на колясках        | Да                   |                      |                      | ITF                    | Летний вид спорта (с 1992)     |

### Исключённые летние виды спорта
| Вид спорта       | Вид спорта       | Допустимые нарушения | Допустимые нарушения | Допустимые нарушения | Спортивная организация | Статус на Паралимпийских играх           |
| Вид спорта       | Вид спорта       | Физические           | Зрительные           | Умственные           | Спортивная организация | Статус на Паралимпийских играх           |
| ---------------- | ---------------- | -------------------- | -------------------- | -------------------- | ---------------------- | ---------------------------------------- |
| Баскетбол ID     | Баскетбол ID     |                      |                      | Да                   | INAS-FID               | Летний вид спорта (2000)                 |
| Футбол 7×7       | Футбол 7×7       | Да                   |                      |                      | CP-ISRA                | Летний вид спорта (1984–2016)            |
| Лоун-боулз       | Лоун-боулз       | Да                   | Да                   |                      | IPC                    | Летний вид спорта (1968–1988, 1996)      |
| Парусный спорт   | Парусный спорт   | Да                   | Да                   |                      | IFDS                   | Летний вид спорта (2000–2016)            |
| Снукер           | Снукер           | Да                   |                      |                      | IWAS                   | Летний вид спорта (1960–1976, 1984–1988) |
| Дартчери         | Дартчери         | Да                   |                      |                      | IPC                    | Летний вид спорта (1960–1980)            |
| Тяжёлая атлетика | Тяжёлая атлетика | Да                   |                      |                      |                        | Летний вид спорта (1964–1992)            |
| Борьба           | Борьба           |                      | Да                   |                      |                        | Летний вид спорта (1980–1984)            |

## Зимние паралимпийские виды спорта

### Текущие зимние виды спорта
| Вид спорта           | Вид спорта          | Допустимые нарушения | Допустимые нарушения | Допустимые нарушения | Спортивная организация | Статус на Паралимпийских играх     |
| Вид спорта           | Вид спорта          | Физические           | Зрительные           | Умственные           | Спортивная организация | Статус на Паралимпийских играх     |
| -------------------- | ------------------- | -------------------- | -------------------- | -------------------- | ---------------------- | ---------------------------------- |
| Горнолыжный спорт    | Горнолыжный спорт   | Да                   | Да                   | Да                   | IPC                    | Зимний вид спорта (с 1976)         |
| Следж-хоккей         | Следж-хоккей        | Да                   |                      |                      | IPC                    | Зимний вид спорта (с 1994)         |
| Северные дисциплины: | Биатлон             | Да                   | Да                   |                      | IPC                    | Зимний вид спорта (с 1988)         |
| Северные дисциплины: | Лыжные гонки        | Да                   | Да                   |                      | IPC                    | Зимний вид спорта (с 1976)         |
| Кёрлинг на колясках  | Кёрлинг на колясках | Да                   |                      |                      | WCF                    | Зимний вид спорта (с 2006)         |
| Парасноуборд         | Парасноуборд        | Да                   |                      |                      | IPC                    | Зимний вид спорта (с 2014)         |
| Бобслей              | Бобслей             | Да                   |                      |                      | IBSF                   | Зимний вид спорта (начиная с 2012) |

### Исключённые зимние виды спорта
| Вид спорта     | Вид спорта     | Вид спорта | Допустимые нарушения | Допустимые нарушения | Допустимые нарушения | Спортивная организация                   | Статус на Паралимпийских играх |
| Вид спорта     | Вид спорта     | Вид спорта | Физические           | Зрительные           | Умственные           | Спортивная организация                   | Статус на Паралимпийских играх |
| -------------- | -------------- | ---------- | -------------------- | -------------------- | -------------------- | ---------------------------------------- | ------------------------------ |
| Гонки на санях | Гонки на санях | Да         |                      |                      |                      | Зимний вид спорта (1980–1988, 1994–1998) |                                |

Заметки к таблицам
 Аббревиатуры органов управления: 
- - BISFed — Международная федерация спорта бочче
  - CP-ISRA — Международная ассоциация спорта и рекреации лиц с церебральным параличом
  - IFDS — Международная ассоциация парусного спорта для инвалидов
  - IBSA — Международная федерация спорта слепых
  - ICF — Международная федерация каноэ
  - ICF — Международная федерация кёрлинга
  - FEI — Международная федерация конного спорта
  - IPC — Международный паралимпийский комитет (включая направления: паралимпийская лёгкая атлетика, паралимпийское плавание, паралимпийская стрельба, паралимпийский пауэрлифтинг, паралимпийский горнолыжный спорт, паралимпийский биатлон, паралимпийские лыжные гонки, следж-хоккей)
  - INAS-FID — Международная федерация спорта для лиц с нарушениями интеллекта
  - FISA — Международная федерация гребного спорта
  - ITTF — Международная федерация настольного тенниса
  - ITF — Международная федерация тенниса
  - ITU — Международный союз триатлона
  - IWAS — Международная федерация спорта колясочников и ампутантов
  - IWBF — Международная федерация баскетбола на колясках
  - IWRF — Международная федерация регби на колясках
  - UCI — Международный союз велосипедистов
  - WCF — Всемирная федерация кёрлинга
  - WA — Всемирная федерация стрельбы из лука.

 Примечание: 
- Перечисленные категории представляют все те группы, которые участвуют в этом виде спорта на определённом уровне, но не все эти категории представлены в соревнованиях на Паралимпийских играх.
- Перечисленные органы — организации, которые отвечают за широкий уровень участия. В некоторых случаях другие организации инвалидов имеют влияние на спортсменов в этом виде спорта в своей группе. Например, МПК управляет соревнованиями по легкой атлетике для нескольких видов инвалидности, такими как Паралимпийские игры; однако, CP-ISRA, IBSA и IWAS имеют собственные отдельные соревнования по легкой атлетике для спортсменов с церебральным параличом, спортсменов с недостатками зрения и спортсменов-колясочников и ампутантов соответственно.
- Статус присутствия на Паралимпийских играх отмечает года, когда в этих видах спорта разыгрывался полный комплект медалей на Паралимпийских играх.